# William C. Dudley
William C. Dudley, född 1952, är president över Federal Reserve Bank of New York och vice-ordförande i Federal Open Market Committee. Han tillträdde på tjänsten den 27 januari 2009, och efterträdde då Timothy F. Geithner som istället blev USA:s finansminister. 

## Karriär
Dudley arbetade som chefsekonom vid Goldman Sachs 1986–2007. Därefter anställdes han av Timothy Geithner vid Federal Reserve Bank of New York, för att arbeta med köp- och försäljningar av statsobligationer.

## Ekonomiska åsiker
Dudley menar att Federal Reserve förde en felaktig politik under slutet av 1990-talet. De borde ha fört en striktare penningpolitik under dessa år. Då hade dot.com-bubblan (som började år 2000) inte blivit fullt lika dramatisk.